# Adenoviridae
Els adenovirus (membres de la família d'Adenoviridae) són un tipus de virus de mida mitjana (entre 60 i 90 nm), que es caracteritzen per tenir el material genètic en una doble cadena d'ADN no circular. Tenen un pes molecular petit i no tenen coberta externa. Són virus que afecten vertebrats i es transmeten per via digestiva, per contacte directe i per respiració. En humans s'han identificat més de 50 serotipus virals, responsables d'un ampli ventall de patologies, des de lleus refredats en infants fins infeccions sistèmiques en persones immunodeprimides.
El seu criptograma és D/2: 20-30/12-17: S/S: V/I,O,R.
El nom d'adenovirus prové de la paraula grega "adeno", que significa glàndula, ja que es van descobrir a partir de cultius de cèl·lules extretes de diferents glàndules.

## Taxonomia

### Classificació
Aquesta família de virus afecta vetrebrats. Es poden identificar els següents gèneres:
- Mastadenovirus: adenovirus que afecten mamífers.
- Aviadenovirus: adenovirus que afecten les aus.
- Barthadenovirus: adenovirus que afecten gran varietat de vertebrats. Aquest gènere inclouria certs tipus d'adenovirus rics en A+T.[2]
- Ichtadenovirus
- Siadenovirus
- Testadenovirus

### Diversitat
Existeixen més de 100 serotips d'adenovirus. En humans s'han identificat més de 50 diferents, aquests divideixen en 7 subgrups de la A a la G, tenint cadascun característiques pròpies. Per exemple, el grup A està caracteritzat per tenir potencial oncogènic associat a proteïnes adenovirals reguladores del cicle cel·lular.
Diferents serotips en humans tenen diferents patologies associades:
| Patología                                       | Serotips més freqüents |
| ----------------------------------------------- | ---------------------- |
| Refredat comú i faringitis                      | 1-7                    |
| Febre faringoconjuntival                        | 3,7                    |
| Conjuntivitis folicular                         | 1-4,7                  |
| Queratoconjuntivitis epidèmica                  | 8,11,19,37             |
| Malalitia respiratòria aguda                    | 3,4,7,14,21            |
| Pneumònia                                       | 1,3,21                 |
| Enteritis                                       | 40,41                  |
| Cistitis hemorràgica                            | 7,11,21                |
| Malaltia sistèmica en individus immunodeprimits | Diversos               |

## Estructura

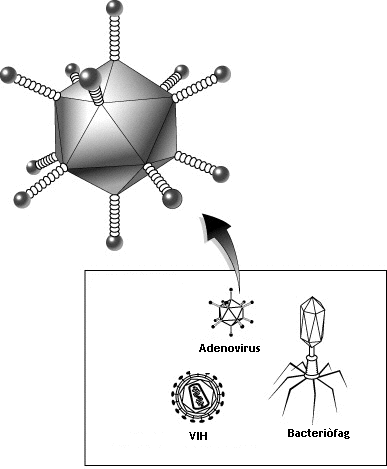
Comparació d'un adenovirus amb un virus bacteriòfag i amb un VIH

Els adenovirus tenen una càpsida característica, formada de diferents proteïnes que formen una estructura icosaèdrica de 20 cares triangulars i 12 vèrtexs. El 13% del pes molecular de l'adenovirus correspon a l'ADN, i el 87% restant a proteïnes (valors aproximats, poden variar en funció del gènere i del subgrup).
En cada vèrtex de l'icosaedre que forma la seva càpsida hi ha unes estructures proteiques, anomenades fibres proteiques, que s'encarreguen de reconèixer l'hoste per tal de facilitar i iniciar el procés d'endocitosi. Dins de l'icosaedre hi ha la doble cadena d'ADN i algunes proteïnes, que serviran per dur a terme el procés de replicació, un cop el virus s'hagi introduït dins de la cèl·lula hoste.

## Genoma
L'ADN dels adenovirus és de doble cadena, lineal i no segmentat. Conté de 30 a 36 kpb, en funció del serotip. El contingut de G+C de l'ADN del virus varia de 33,7 a 63,8%.

## Replicació
El procés de replicació es produeix al nucli de la cèl·lula hoste, utilitzant els sistemes propis d'aquesta. El procés d'endocitosi s'inicia quan la fibra proteica del virus s'uneix a un receptor específic de la cèl·lula hoste. Aquest receptor s'anomena CAR (Coxsackie-Adenovirus Receptor).
Un cop endocitat, el virus es troba dins d'una vesícula a l'interior de la cèl·lula hoste. Aquesta vesícula es trencarà per acció de diferents proteïnes del virus i el virió passarà al citoplasma. Arribarà a la membrana nuclear de la cèl·lula i el genoma viral s'introduirà a dins del nucli. En el nucli s'ancorarà als centres actius de transcripció i replicació de l'ADN de l'hoste, de manera que es començaran a transcriure gens virals.
Se sintetitzen ARNm virals, que un cop al citoplasma utilitzaran les estructures cel·lulars per produir proteïnes víriques. Un cop totes les proteïnes pròpies del virus estiguin sintetitzades s'uniran per formar nous virions que sortiran de la cèl·lula induint la lisis cel·lular.

## Epidemiologia

### Transmissió
Els adenovirus són molt comuns, i gairebé podríem afirmar que el 100% de la població adulta ha estat en contacte amb ells alguna vegada i estan immunitzades en major o menor mesura. Per tant, les infeccions amb repercussió clínica són poc freqüents o bé s'observen en individus nounats o molt joves. Els diferents tipus d'adenovirus que existeixen mostren diferent tropisme: la majoria causen infeccions al tracte respiratori, i alguns serotipus s'associen a infeccions gastrointestinals (com Ad40 i Ad41). 

#### Humans
Els adenovirus són molt contagiosos en éssers humans (sobretot en zones de risc com guarderies, hospitals, escoles o centres militars). Es podrien transmetre per la tos i secrecions nasals, via oro-fecal o contacte directe (mans, per exemple nens que comparteixen joguines). També és probable la transmissió venèria.
No és una zoonosi, són molt específics i sovint el reservori és el mateix home (especialment els nens). 
És important saber que es poden aïllar adenovirus de teixits limfoides (com les amígdales), ja que persisteixen en tals teixits durant un llarg període. 

### Presentació de la malaltia segons el tipus d'adenovirus
Segons la forma de presentació de la malaltia es classifiquen en: 
- Endèmics: correspon als adenovirus 1,2,5 i 6 dels més de 100 serotipus descrits, i els trobem repartits en diverses parts del món. Majoritàriament s'adquireixen a la infància.
- Esporàdics: adenovirus 8, 19 i 37, associats a la queratoconjuntivitis epidèmica.

- Malaltia febril: associada a la transmissió per conjuntivitis a través de l'aigua (en llacs petits o bé en piscines en el cas dels humans).
- Malaltia respiratòria: adenovirus de serotip 4 i 7 (als Estats Units).
- Gastroenteritis en nens: adenovirus de serotp 40 i 41. Causen aproximadament un 10% dels casos de gastroenteritis aguda.[7]

### Presentació de la malaltia segons el lloc d'infecció
Actualment s'especula que segons el lloc d'infecció la clínica de la malaltia pot ser una o una altra, ja que l'especificitat dels diversos serotipus d'adenovirus fa que es puguin agrupar segons la via infectiva:
- Inhalació: adenovirus 7 adquirit, associat a malalties de clínica més greu.
- Transmissió oral: causa malaltia lleu o bé no mostra signes clínics.

Les infeccions per adenovirus ocorren majoritàriament al voltant de la primavera, inicis d'estiu o bé a finals d'hivern. És a dir, quan hi ha canvis ambientals i, per tant, quan hi ha més probabilitat de patir estats d'immunodeficiència (quan es produeixen la majoria d'infeccions per altres virus del tipus Rhinovirus o Orthomyxovirus).

## Prevenció
Com en la majoria d'infeccions virals, la prevenció es basa a seguir els següents hàbits:
- Rentar-se les mans amb aigua i sabó sovint.
- Tapar-se la boca i el nas quan s'estossega.
- Evitar l'escola, la feina en el cas d'estar malalt.
- Evitar al màxim el contacte proper amb persones malaltes.

### Vacuna

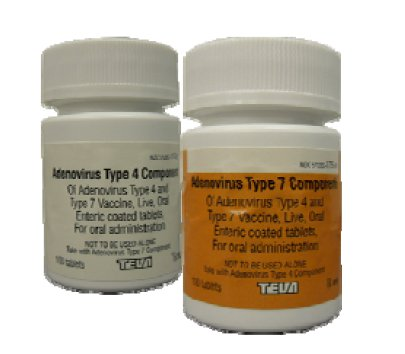
Vacuna oral contra adenovirus

Existeix una vacuna com a mètode de prevenció contra els adenovirus aprovada per la població d'entre 17 i 50 anys.
Aquesta vacuna actua contra l'adenovirus Tipus 4 i el Tipus 7 concretament. Conté cadenes seleccionades i viables d'adenovirus humans preparades en cultius de fibroblasts diploides d'humà. Aquestes cadenes virals no han sigut atenuades.
No s'ha de confondre amb l'estratègia d'utilitzar adenovirus com a vector per desenvolupar vacunes per altres patògens.

#### Història
Des del 1971 al 1999 va ser utilitzada pels militars dels Estats Units, però els únics productors van parar la producció. El 2011 l'organització U.S. Food and Drug Administration va aprovar una nova vacuna contra l'adenovirus produïda per Teva Pharmaceuticals, que era igual que la utilitzada durant els anys 1971-1999. Durant l'octubre del 2001 els serveis militars van començar a administrar la nova vacuna durant l'entrenament bàsic i durant el primer any d'administració, la vacuna va prevenir 15,000 casos de malalties respiratòries febrils.

#### Administració i dosis
L'administració de la vacuna és oral amb una sola dosis, la qual és important empassar-se sencera i no s'ha de mastegar per evitar que el virus s'alliberi a la zona de les vies respiratòries altes.
La vacuna oral passa de manera intacta a través de l'estómac fins a l'intestí, a on s'alliberen les cadenes víriques. Aquests adenovirus, amb potència molt baixa, es repliquen en el tracte intestinal i indueixen immunitat a persones amb pocs o sense anticossos neutralitzants.

#### Efectes secundaris
Una vacuna, com qualsevol altre medicament, pot causar reaccions adverses tot i que el risc que la vacuna causi problemes molt seriosos o la mort de l'individu és extremadament baix.
S'han descrit diferents problemes lleus al cap de 2 setmanes de la vacunació:
- Mal de cap
- Infecció a les vies altes del tracte respiratori (1 persona de cada 3).
- Dolor a les articulacions (1 de cada 6 persones).
- Dolor abdominal, nàusees (1 de cada 7)
També s'han descrit problemes més seriosos al cap de 6 mesos de la vacunació, però en molt pocs casos (1 de cada 100) i hi ha el dubte de si va ser realment a causa de la vacuna:
- Sang a l'orina.
- Pneumònia
- Inflamació de l'estómac o els intestins.

## Infeccions
Els adenovirus són els causants de moltes malalties respiratòries del tracte superior però també poden causar conjuntivitis, gastroenteritis, cistitis entre d'altres. Quant a les malalties respiratòries provocades per adenovirus, solen començar en tos i poden anar des d'un simple refredat comú a quadres més greus com pneumònia o bronquitis.

### Infeccions en la infància
En els nens, els adenovirus sovint causen infeccions del tracte superior que causen febre i mocs. Els adenovirus de tipus 1, 2, 3, 5 i 6 són els majors responsables d'aquestes infeccions. Ocasionalment també poden causar malalties de les vies respiratòries baixes, com ara una pneumònia.
Els adenovirus també causen malalties més greus, com ara la febre faringoconjuntival, aquesta malaltia és causada pels tipus 3 i 7. Els símptomes de la malaltia apareixen sobtadament i desapareixen en menys d'una setmana, entre aquest s'inclouen: conjuntivitis, febre, faringitis, mucositats i inflamació dels nòduls limfàtics del coll.
Aquests virus també poden causar diarrea en nens petits, causant febre i femtes líquides. Aquest problema el causen els adenovirus dels tipus 40 i 41. Els símptomes poden romandre durant dues setmanes.
El 51% de les cistitis hemorràgiques en nens americans i japonesos són causades per una infecció per adenovirus. Els nens que tenen cistitis hemorràgica traurà sang per l'orina aproximadament durant tres dies. Aquests, a més, tindran la necessitat d'anar a orinar freqüentment

### Infeccions en els adults
En els adults, la majoria d'infeccions per adenovirus provoquen la malaltia respiratòria aguda (ERA), que és provocada pels tipus 4 i 7 d'adenovirus. Els virus provoquen sempre febre, mal de cap, secrecions nasals i tos. També poden ocasionar debilitat, calfreds, mal de cap i la inflamació dels ganglis limfàtics del coll. Aquests símptomes solen durar entre 3 i 5 dies.

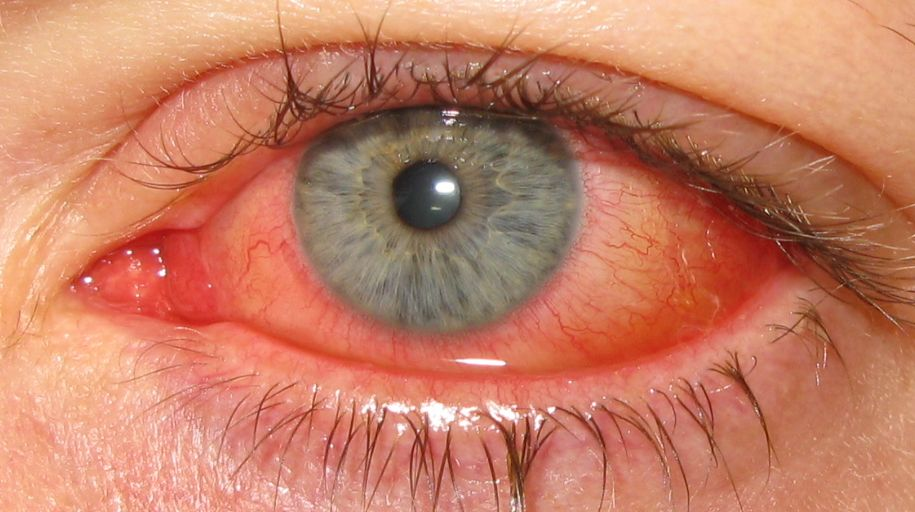
Queraconjuntivitis epidèmica (EKC)

Els adenovirus també provoquen la queratoconjuntivitis epidèmica (EKC), que és causada pels tipus 8, 19 i 37. Aquest virus provoca una inflamació dels teixits que recobreixen la parpella i cobreix part del globus ocular. La transmissió d'aquest virus es pot donar per la utilització de lents de contacte contaminades o a partir de l'eixugada de mans o la cara amb una tovallola que contingui els virus.

### Infeccions en animals

#### Cànid
En els cànids, una malaltia important causada per l'adenovirus caní CAV-1 és l'hepatitis canina infecciosa. El virus es dirigeix a les parts del parènquima (part funcional) dels òrgans, especialment en el fetge, els ronyons, els ulls i les cèl·lules endotelials (cèl·lules que recobreixen la superfície interior dels vasos sanguinis). El virus CAV-1 es replicarà en les cèl·lules de Kupffer (macròfags) del fetge i causarà dany als hepatòcits adjacents. El virus s'eliminarà per la femta i la saliva i podrà infectar altres gossos susceptibles.
Els símptomes dependran sobretot de l'estat immunològic de l'hoste. Un gos amb un estat immunològic correcte, amb 10-14 dies pot eliminar el virus encara que aquest romandrà localitzat en els ronyons i continuarà sent expulsat per l'orina durant 6-9 mesos. Si el gos no presenta un estat immunològic suficient per passar la malaltia sense gaires problemes, els símptomes poden ser diversos. La malaltia pot evolucionar a una etapa hiperaguda que causarà la mort de l'individu, aguda o que la infecció no sigui complicada. En tot cas els símptomes principals seran: febre, anorèxia, letargia, vòmits, diarrea i inflamacions (en vasos, ganglis, cervell, ull...).
No hi ha raça, gènere, o associacions genètiques per adquirir el virus CAV-1.
El CAV-2 (Adenovirus caní tipus 2) es tracta d'un virus que pot causar malalties respiratòries en gossos i és un dels agents infecciosos comunament associats amb la traqueobronquitis infecciosa canina, que també es coneix com a "tos de les gosseres". La traqueobronquitis infecciosa canina es transmet generalment a través de la tos. La infecció se sol resoldre sense tractament encara que en algun cas pot conduir a una pneumònia. 

#### Bòvid
En els bòvids, l'adenovirus boví (BAVs) pot causar infeccions tant en les vies respiratòries com en les digestives. 
Les infeccions per adenovirus boví es troben probablement en el bestiar arreu del món. El bestiar sovint es trobarà infectat sense mostrar cap signe de malaltia encara que poden aparèixer quan l'animal entra en una situació d'estrès (provoca una baixada de defenses). No obstant això, és més sovint que els animals seroconverteixin (desenvolupament d'anticossos contra el virus causa de l'exposició) sense desenvolupar signes de malaltia.
Curiosament, la infecció per adenovirus boví no s'associa sovint amb canvis bruscs en el tracte gastrointestinal o respiratori. La infecció per adenovirus boví pot estar associada amb una varietat de condicions de malaltia incloent la pneumònia, queratoconjuntivitis, enteritis, síndrome de vedell feble i l'avortament.
Actualment no existeix una vacuna disponible per als adenovirus bovins. Els vedells que se sap que estan infectats amb adenovirus han de ser aïllats, ja que poden transmetre la infecció a través de la femta o secrecions respiratòries.

#### Èquid
Quant als èquids, la infecció de l'adenovirus equí (tipus 1 i tipus 2) està molt estesa, però la majoria de les infeccions no donen lloc a signes clínics. No obstant això, en el cas dels poltres àrabs, l'adenovirus pot provocar pneumònia acabant amb la mort de l'animal. Les infeccions per adenovirus són la causa més freqüent de mort en els poltres àrabs amb immunodeficiència combinada (es caracteritza per l'absència de B funcional i limfòcits T).
En cavalls adults, les infeccions per adenovirus no semblen un problema important, però algunes vegades poden estar associats amb malalties del tracte respiratori superior i secreció ocular.

#### Suid
En els suids, l'adenovirus porcí causa diarrea i malalties gastrointestinals en garrins i també està sovint implicat en malalties respiratòries multifactorials.

#### Aus
Finalment, en les aus les infeccions per adenovirus es troben en les aus de cria al mercat, i, probablement en totes les espècies d'aus. Les infeccions actuaran a nivell respiratori i gastrointestinal provocant malalties com per exemple enteritis hemorràgica. Moltes infeccions són subclíniques i semblen de poca importància econòmica o el benestar, encara que a vegades hi ha brots significatius de malaltia associats a adenovirus. Aquestes malalties no són d'importància per a la salut pública.

### Infeccions poc comunes
Els adenovirus poden causar una infecció poc comuna anomenada encefalitis viral. Normalment serà causada per una alteració dels sistemes de defensa de l'hoste, no pas per la virulència del virus. Hi ha 40 serotipus d'adenovirus que poden causar encefalitis viral. El tipus 7 és el que provoca més casos d'encefalitis viral i s'acompanya d'un quadre de pneumònia greu. Aproximadament la meitat de les infeccions són subclíniques. Els adenovirus només causen el 5% de les encefalitis que es detecten. La mortalitat causada pels adenovirus és al voltant del 15-20%.
L'encefalitis viral provoca un quadre febril, cefalàlgia (mal de cap), alteració de l'estat de consciència, desorientació i trastorns en la conducta i el llenguatge.
Quan hi ha una encefalitis causada per adenovirus, forma part d'un complex multisistèmic afavorit per la virèmia, que inclou: pneumònia, hepatitis, coagulopatia i insuficiència cardíaca. Per tant, la mortalitat del virus no és degut només a l'encefalitis.
El virus pot entrar al Sistema nerviós central a través de les neurones de l'epiteli olfactori, o a través d'una mossegada. A través de les neurones, viatgen pels axons per arribar al SNC.

## Tractament
No existeix cap tractament antiviral específic per les infeccions d'adenovirus. Davant d'una infecció, el tractament està enfocat en gran manera als símptomes que es presenten.
La majoria de les infeccions per l'adenovirus amb pacients immunocompetents són autolimitades per la resposta immune i experimenten una recuperació completa sense cap tractament específic.
Per exemple, davant una conjuntivitis s'administraran gotes oculars o si el pacient presenta febre, s'administraran medicaments com el paracetamol o ibuprofèn.
En termes generals, és molt important el repòs absolut i aïllament per prevenir l'extensió de la infecció, beure molta aigua i líquids per prevenir la deshidratació.
Actualment, en infeccions molt agudes o en pacients immunodeprimits s'administren Cidofovir i Ribavirina per tractar la infecció. La Ribavirina s'utilitza per tractar la infecció sobretot en pacients que pateixen cistitis hemorràgica o que se sotmeten a un trasplantament de medul·la òssia. Ara bé, l'eficàcia de la Ribavirina és desconegut, ja que no ha estat completament provat en assaigs clínics. També s'utilitza el Cidofovir per tractar la infecció que és un inhibidor de la DNA-polimerasa vírica i és eficaç en la inhibició de la replicació de l'adenovirus en un cultiu. El Cidofovir s'utilitza en casos concrets i greus, ja que no és recomanable perquè produeix danys sobre els ronyons i a més és molt costós.

### Utilització en teràpia gènica
Actualment, molts estudis han demostrat l'eficàcia d'utilitzar els adenovirus per la teràpia gènica, és a dir, inserir un gen funcional determinat a un pacient que té aquest gen defectuós.
La particularitat que tenen els adenovirus per la teràpia gènica és que poden afectar les cèl·lules que es repliquen i les que no; i que aquests vectors no s'integren al genoma de la cèl·lula hoste sinó que es mantenen en diferents còpies en forma de plàsmide. Aquest fet sembla un avantatge encara que obliga a repetir les injeccions, ja que l'expressió es produeix de forma temporal.
Per tant, els adenovirus es fan servir com un vector per administrar la teràpia gènica. Aquesta teràpia és especialment important en la fibrosi quística.